# イジドール・ヴェルヘイデン
イジドール・ヴェルヘイデン（Isidore Verheyden、1846年1月24日 - 1905年11月1日）はベルギーの画家である。

## 略歴
アントウェルペンで画家の息子に生まれた。11歳でブリュッセル王立美術アカデミーに入学し、さまざまな学科で学んだ。学んだ教師には Joseph Quinauxらがいる。また後にブリュッセル王立美術アカデミーの校長となるジャン＝フランソワ・ポルテールが教えていた 'atelier libre' （「自由スタジオ」）でも学んだ。1866年に展覧会に自然主義のスタイルの作品を出展し、1868年に創立された自由美術協会(Société Libre des Beaux-Arts)のメンバーの画家と交流した。この協会の展覧会に継続的に出展し、メンバーのアルフレッド・フェルヴェー(Alfred Verwee)やコンスタンタン・ムーニエ(Constantin Meunie)とは生涯を通じての友人になった。
結婚して、フラームス＝ブラバント州のフーイラールトに移った。ベルギーの重要な風景画家、イポリット・ブーランジェ(Hippolyte Boulenger:1837–1874)とも会い、フーイラールトの多くの風景を作品にした。
1880年にはヘントの展覧会で入賞し、同じ年にレオポルド勲章を受勲した。1883年にブリュッセルに移った。1883年に官立サロンの運営に反対するグループによって「20人展」が設立され、ヴェルヘイデンも1885年に会員となり何点かの作品を出展したが1888年に会員を辞めた。
ジェームズ・アンソールらのベルギーの近代美術の作家たちと友人となった。マウス(Octave Maus)やアンナ・ボックとは一緒に当時多くの芸術家が集まって風景画を描いていたオランダ南部に滞在した。
1900年にブリュッセル王立美術アカデミーの教綬に任じられ、3年間、校長も務めたが、1905年に没した。

## 作品

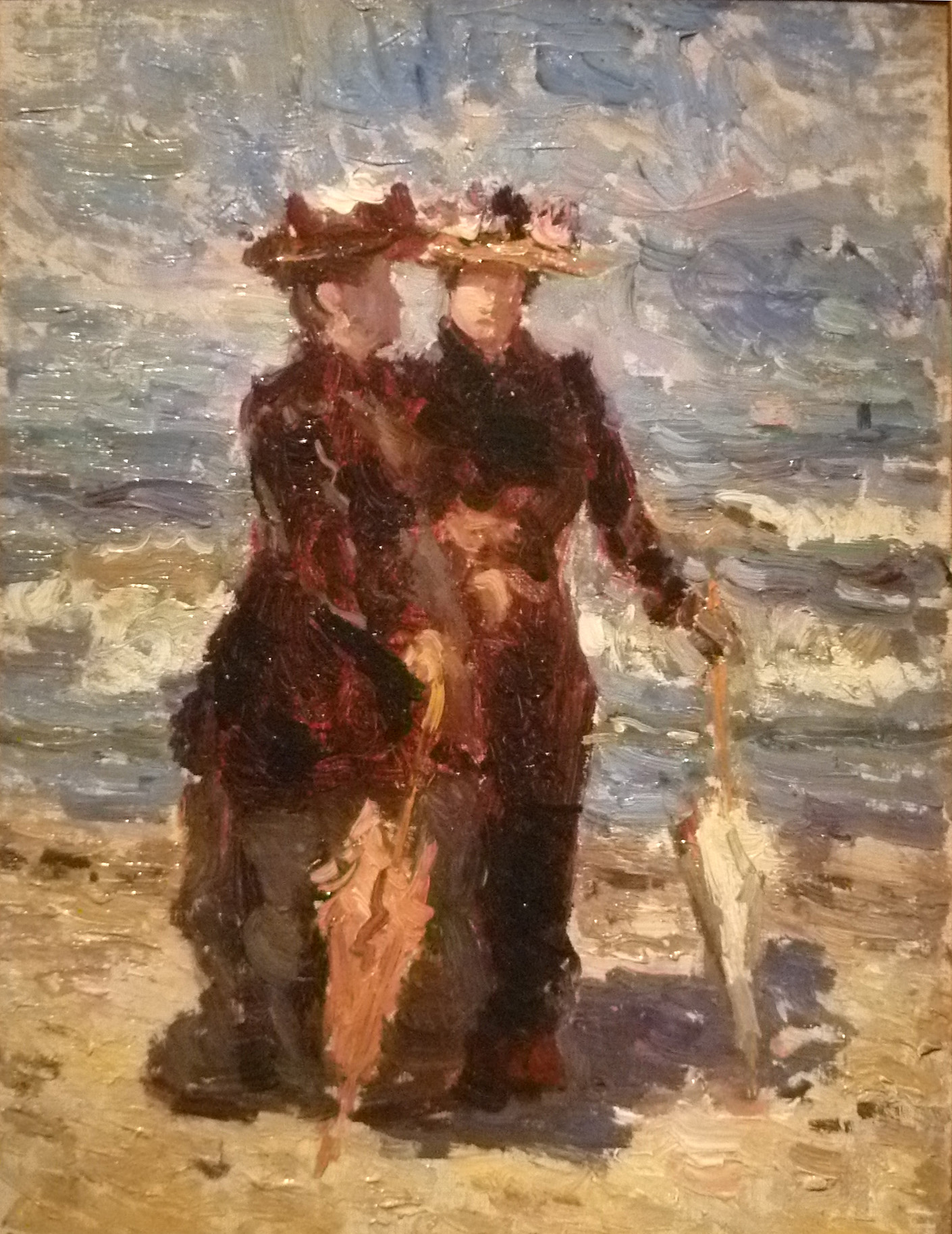
「浜辺を散歩する女性たち」
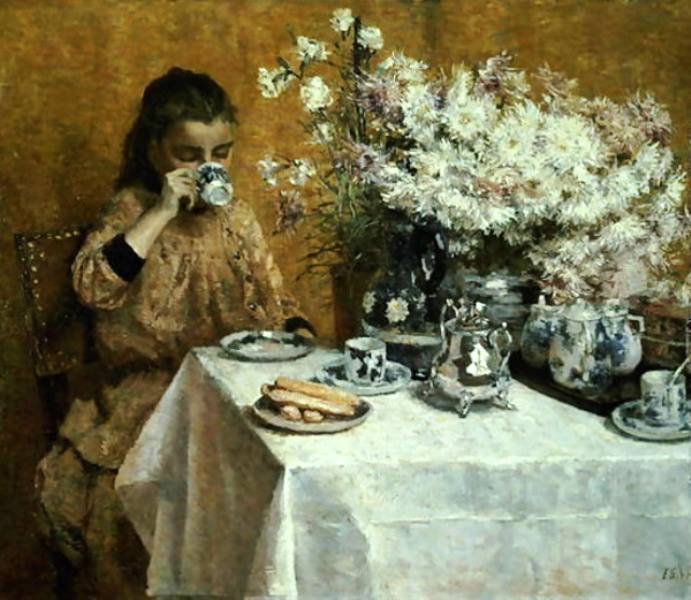
「午後のお茶」(1905)
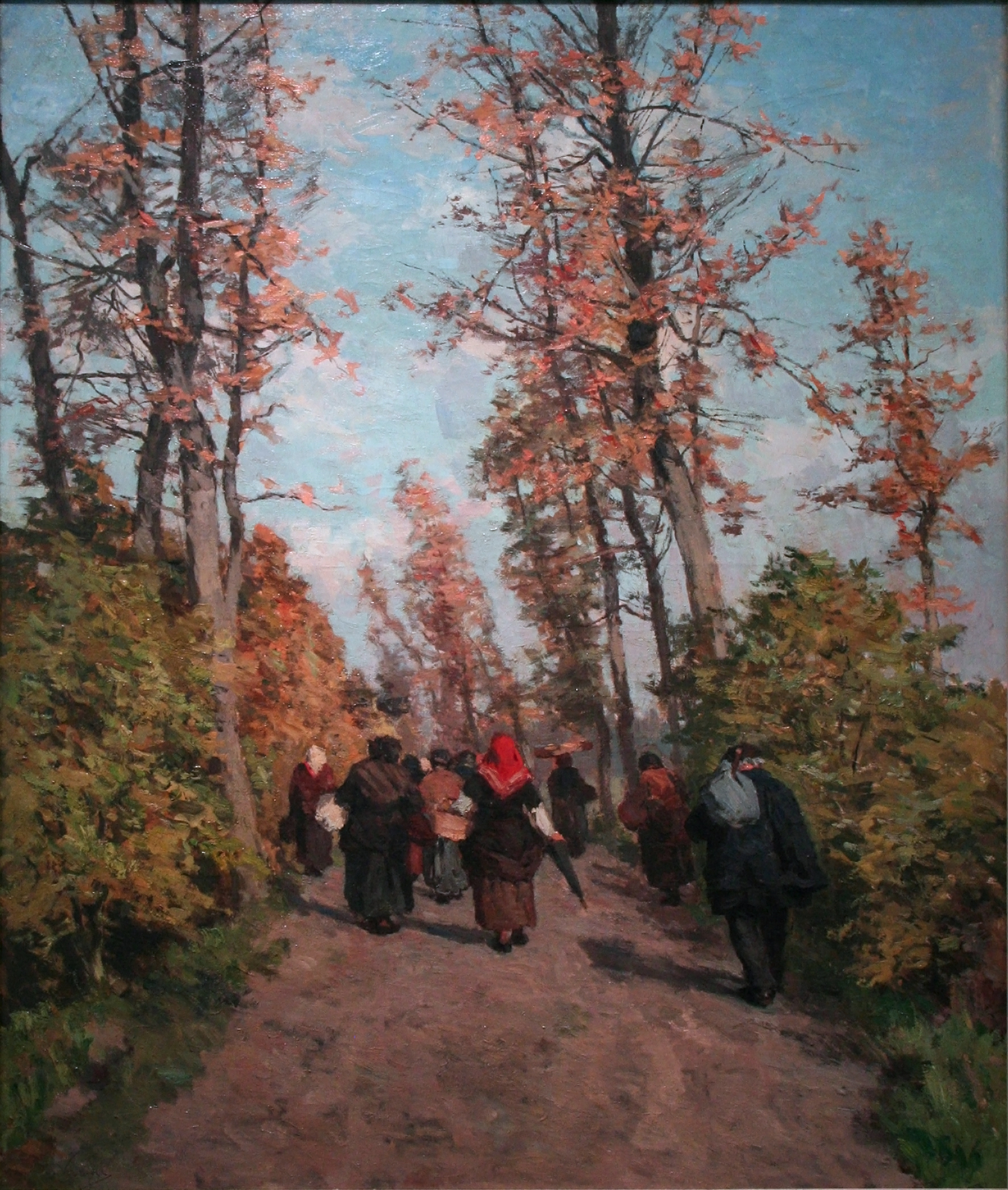
「市場からの帰り」
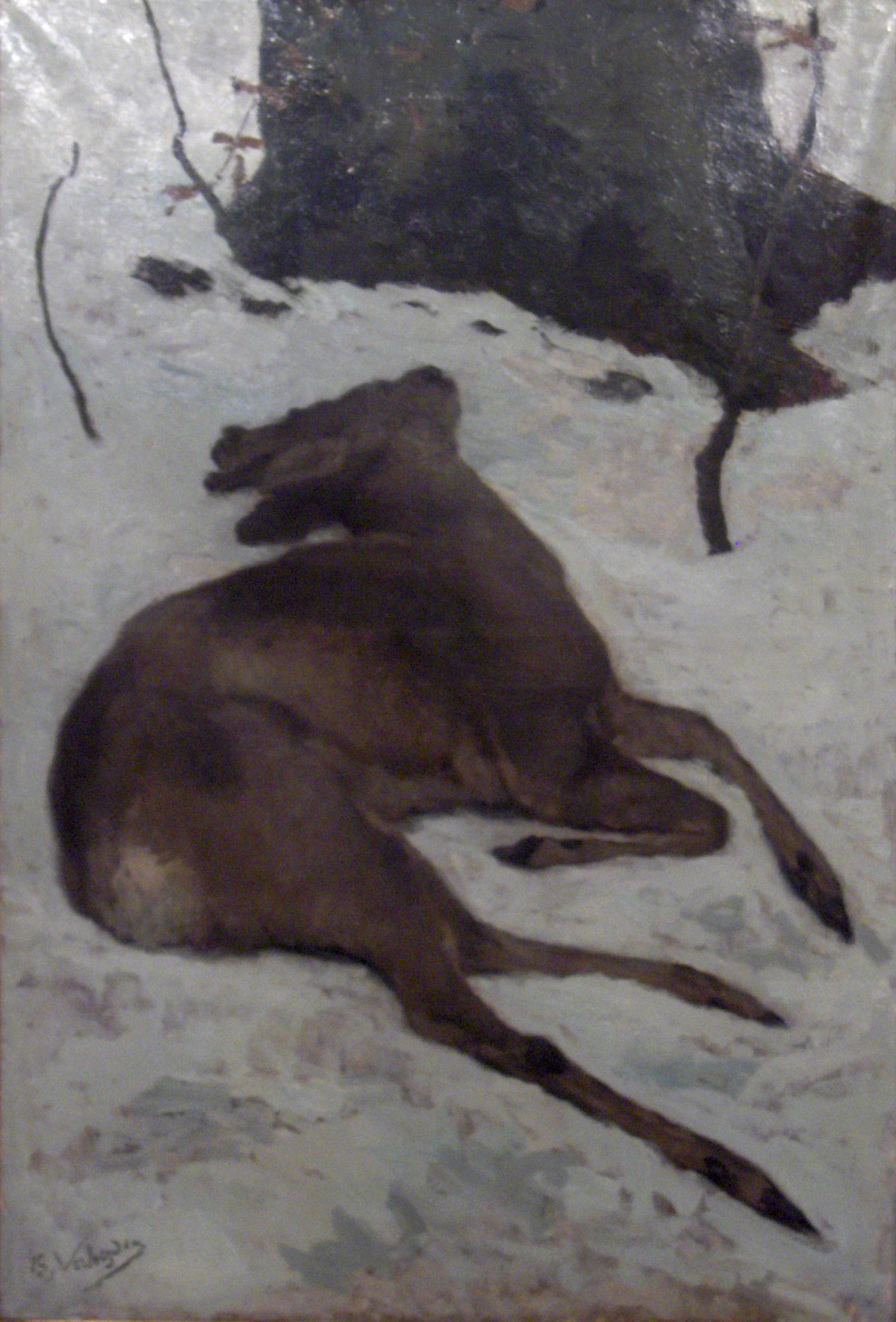
「死んだ鹿」

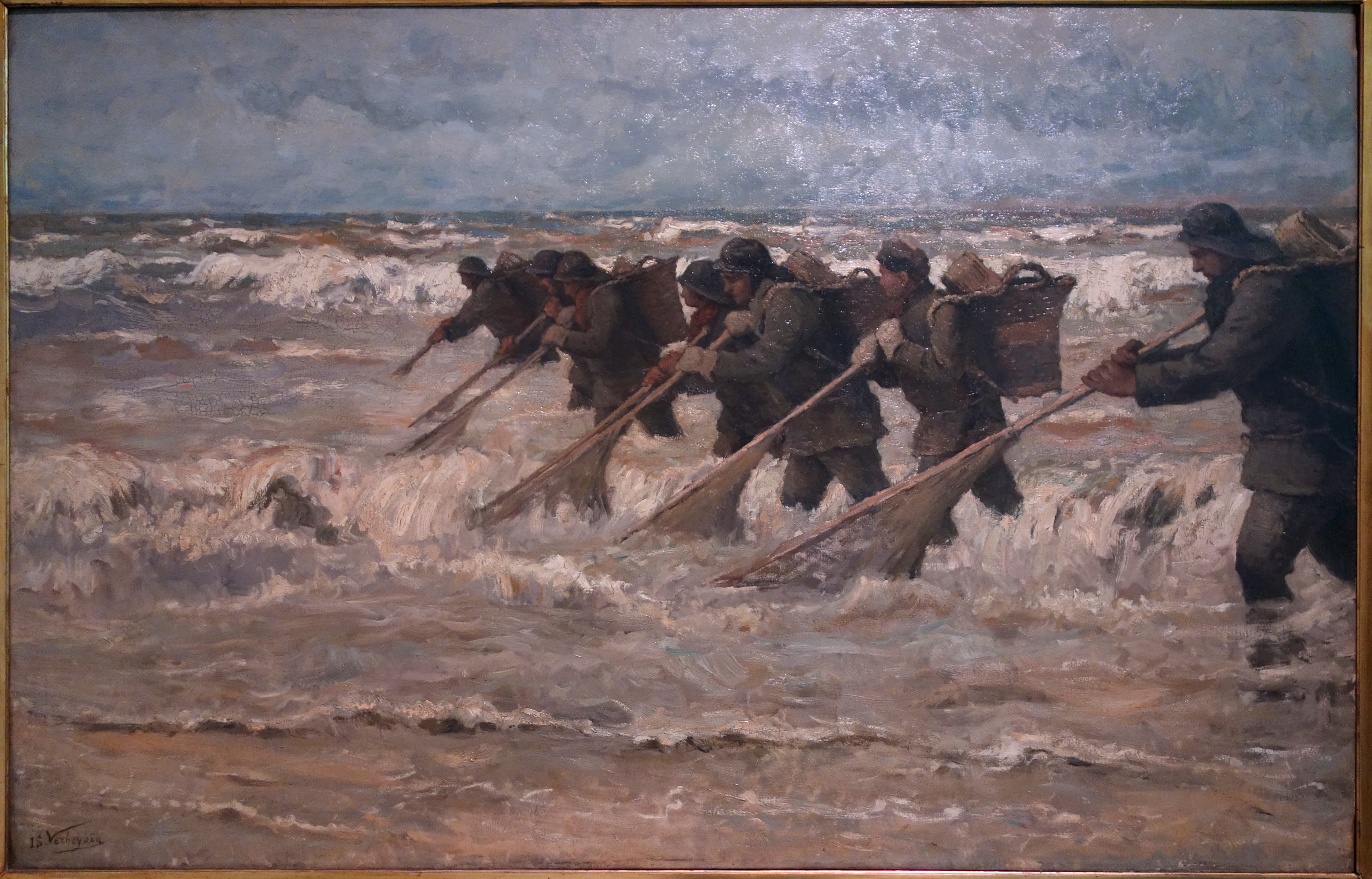
「エビ漁」
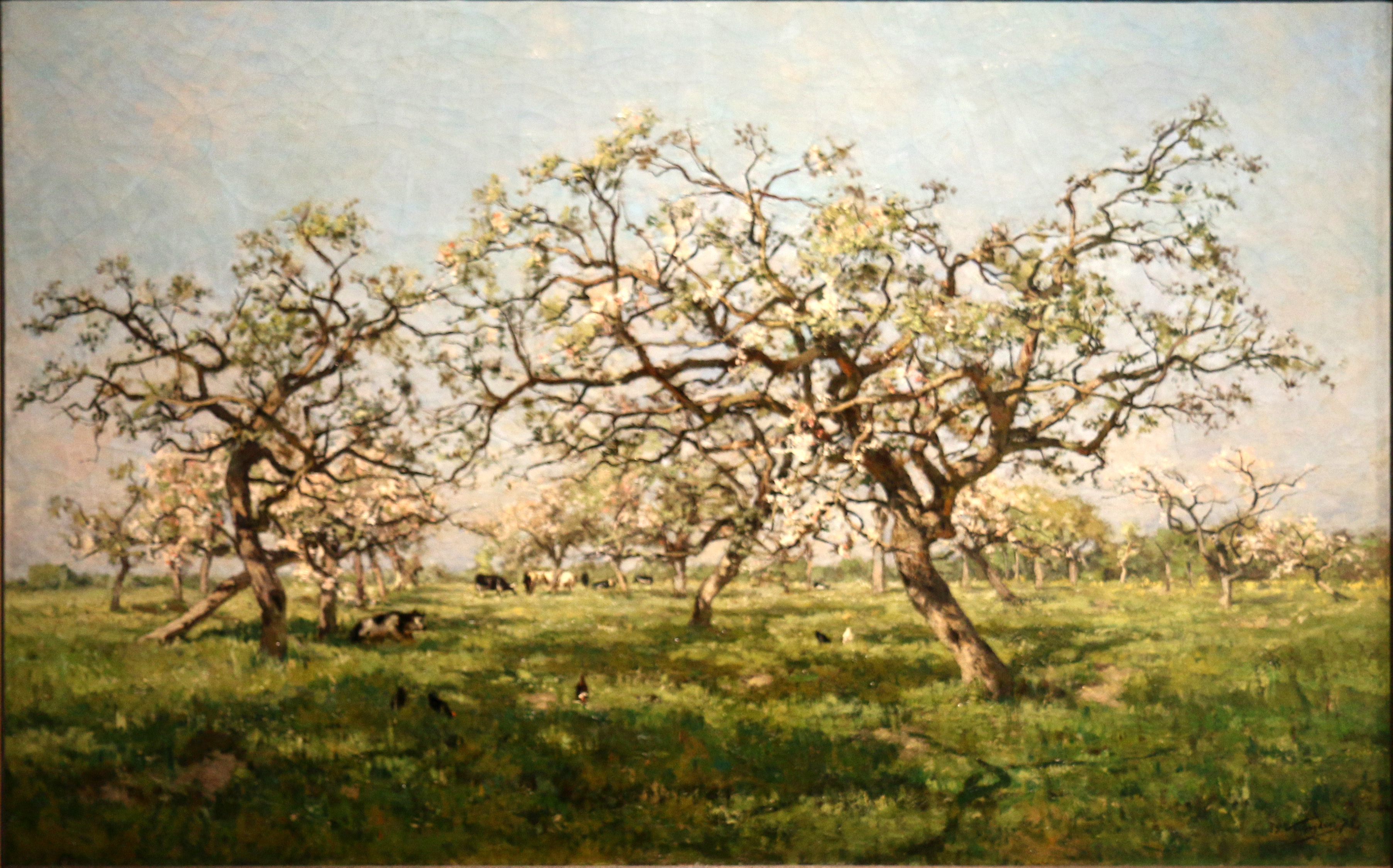
「春の果樹園」(1878)
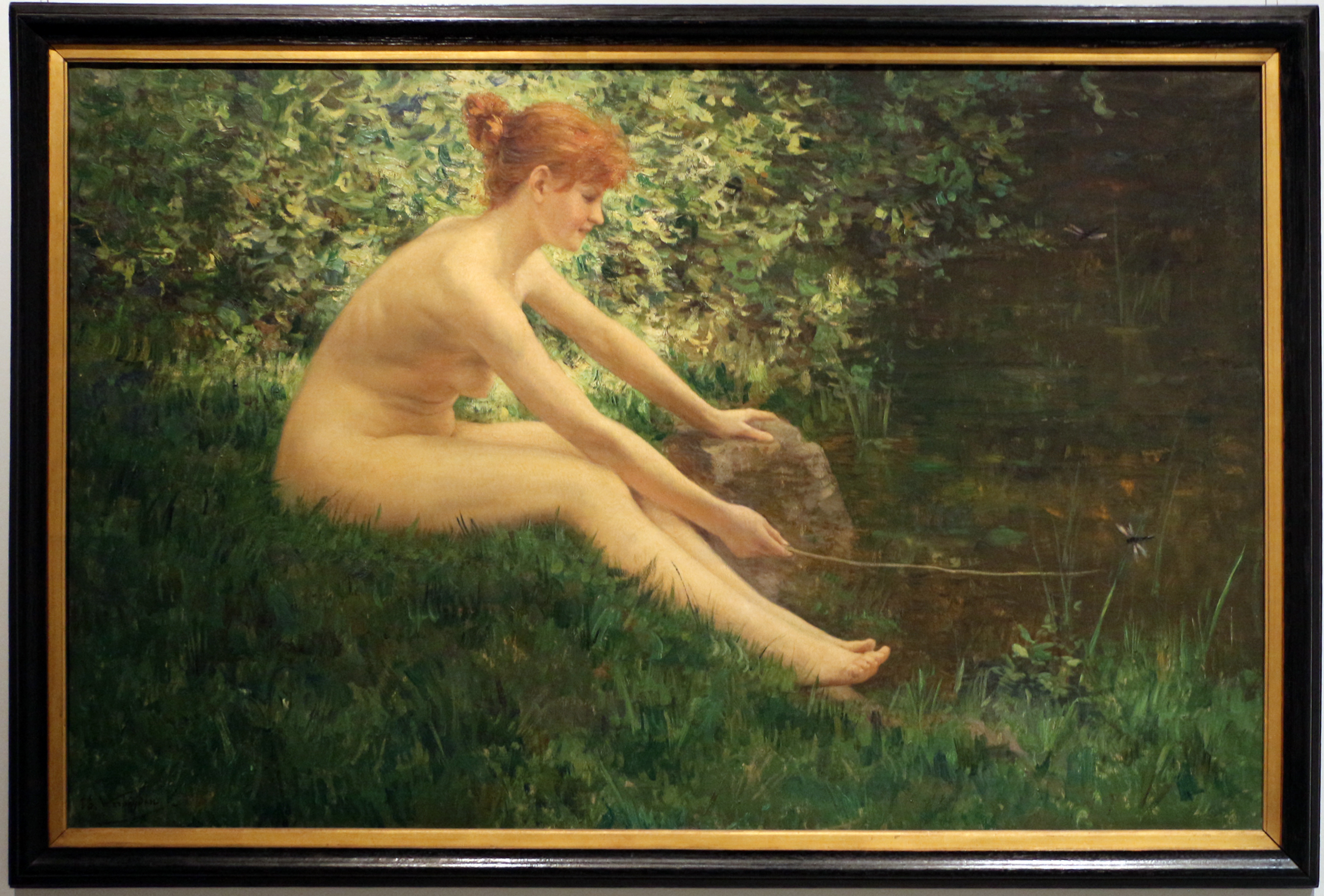
「トンボと遊ぶ女性」